# 侧斑树蛙
侧斑树蛙（学名：Zhangixalus melanoleucus）是无尾目樹蛙科张树蛙属的一个物种。2023年发现于老挝东北部川圹省海拔2000–2200米山区的常绿阔叶林中。
侧斑树蛙体型中等；背面光滑，呈绿色；体侧、腋下、前臂腹面、胯部、股部前后白色，有不规则黑斑；趾间蹼乳白色，有黑色小斑点；眼睛橙红色。与黑点树蛙为姊妹种。